# (11524) Pleyel
(11524) Pleyel es un asteroide perteneciente al cinturón de asteroides descubierto el 2 de agosto de 1991 por Eric Walter Elst desde el Observatorio de La Silla, Chile.

## Designación y nombre
Pleyel se designó al principio como 1991 PY2. Se llama así  por Ignace Joseph Pleyel (1757-1831) quien fue un compositor austrofrancés que se hizo famoso como constructor de pianos. En 1795 se estableció en París, donde fundó una empresa de fabricación de pianos en 1807. El famoso compositor polaco-francés Chopin prefería el piano de cola Pleyel para interpretar sus composiciones.

## Características orbitales
Pleyel orbita a una distancia media de 2,392 ua del Sol, pudiendo alejarse hasta 2,688 ua y acercarse hasta 2,097 ua. Tiene una excentricidad de 0,123 y una inclinación orbital de 9.421 grados. Emplea en completar una órbita alrededor del Sol 1351,43 días.

## Características físicas
La magnitud absoluta de Pleyel es 14,16. Tiene 5,439 km de diámetro y su albedo se estima en 0,187.